# Quorum
Met quorum (Latijn; letterlijk: van hen) wordt het minimumaantal (rechts)personen of leden bedoeld dat aanwezig moet zijn om een stemprocedure als geldig te kunnen beschouwen. Het kan ook betekenen dat minstens een bepaald aantal stemgerechtigden hun stem moeten hebben uitgebracht om rechtsgeldig een besluit te kunnen nemen. Een quorum kan relatief zijn geformuleerd, bijvoorbeeld "meer dan de helft van" of uit een vast getal bestaan. 

## België

### Federaal Parlement-quorum
Artikel 53 van de Grondwet stelt: "Geen van beide Kamers kan een besluit nemen indien niet de meerderheid van haar leden aanwezig is."
- Grondwetswijzigingen en Bijzondere wetten (of Communautaire wetten)
  - Kamer: 100 leden en meerderheid aanwezig van beide taalgroepen
  - Senaat: 48 leden en meerderheid aanwezig van beide taalgroepen (tot 2014)
  - Senaat: 40 leden en meerderheid aanwezig van beide taalgroepen
- Wetten
  - Kamer: 76 leden
  - Senaat: 36 leden (tot 2014)
  - Senaat: 31 leden

Opmerking: in de Senaat werden de senatoren van rechtswege (kinderen van de koning) niet meegerekend in het quorum.

### Vlaams Parlement-quorum
- Bijzondere decreten: 83 leden
- Decreten: 63 leden

Opmerking: bij stemming van decreten die enkel gewestbevoegdheden omvatten hebben de 6 Brusselse parlementsleden geen stemrecht en tellen niet mee in het quorum. Bij stemmingen van decreten die gewest en gemeenschapsbevoegdheden omvatten worden er 2 stemmingen gedaan, met en zonder de 6 Brusselse parlementsleden, als er bij beide stemmingen een meerderheid ja stemt is het decreet aangenomen.

## Nederland

### Kamers der Staten-Generaal
Voor de Tweede Kamer en Eerste Kamer is het quorum vastgelegd in de Grondwet, het is relatief geformuleerd. De kamers mogen alleen beraadslagen en besluiten, indien meer dan de helft van het aantal zitting hebbende Kamerleden ter vergadering aanwezig is. Er zijn 150 zetels in de Tweede Kamer en 75 in de Eerste, maar het komt voor dat niet iedere zetel bezet is. Daarom ligt het getal van het minimaal aantal leden dat aanwezig moet zijn niet vast. Het is dus niet altijd 76 voor de Tweede Kamer en 38 voor de Eerste. De voorzitter van de Kamer opent een vergadering pas als hij of zij heeft vastgesteld dat meer dan de helft van het aantal leden aanwezig is, anders kan niet worden gedebatteerd of worden besloten. Voor een overleg is geen quorum vereist. In de praktijk wordt gekeken welke leden de presentielijst hebben getekend, zij hoeven niet feitelijk in de vergaderzaal aanwezig te zijn. Op 12 augustus 2020 verweet Geert Wilders Kamerleden van de coalitie te zijn weggelopen uit de Tweede Kamer toen hij om een hoofdelijke stemming had gevraagd over een motie tot een salarisverhoging voor zorgmedewerkers. Daardoor zou het quorum niet worden gehaald. Reden daarvan lag volgens de coalitiepartijen in het feit dat door de coronamaatregelen veel Kamerleden van de coalitie niet aanwezig waren en de motie zou kunnen worden aangenomen. Wilders had tegen de regels in, de hoofdelijke stemming niet minstens een dag van tevoren aangevraagd maar pas toen duidelijk was, dat er meer voor- dan tegenstemmers aanwezig waren. Nadat Wilders aan de regels had voldaan is alsnog gestemd en werd de motie verworpen.

## Rechtspersoon
Bij een rechtspersoon met veel aandeelhouders of leden kan het behalen van het quorum problematisch zijn. Veel leden of aandeelhouders zullen immers niet op de oproep reageren en verstek laten gaan. Bij rechtspersonen kunnen leden soms machtigingen geven aan andere leden wanneer zij niet zelf bij de algemene ledenvergadering of algemene vergadering van aandeelhouders aanwezig kunnen of willen zijn, om zo alsnog het quorum te kunnen halen.
Wanneer het quorum niet gehaald wordt schrijft de wet of schrijven de statuten voor dat er een tweede vergadering moet worden bijeengeroepen. Deze vergadering heeft een lager of zelfs helemaal geen quorum, zodat het besluit alsnog geldig kan worden genomen.